# Wilhelm Filchner
Wilhelm Filchner (Bayreuth, 13 september 1877 – Zürich, 7 mei 1957) was een Duits verkenner.
Op 21-jarige leeftijd deed hij mee aan zijn eerste expeditie, die hem naar Rusland bracht. Twee jaar later reisde hij alleen per paard naar de Pamirbergen. Tussen 1903 en 1905 leidde hij een expeditie door Tibet, waar onder meer Albert Tafel deel van uitmaakte.
Na zijn terugkeer van Tibet werd hem opgedragen een Duitse expeditie te organiseren voor het in kaart brengen van Antarctica. Na een trainingsexpeditie op Spitsbergen, vertrok de expeditie op 4 mei 1911 met het schip "Deutschland". De expeditie voerde naar de Weddellzee en leidde tot de ontdekking van de Luitpoldkust, verkenningen van Coatsland en het Filchner-Ronne-ijsplateau, dat Filchner oorspronkelijk naar de Duitse keizer Wilhelm II had genoemd. Dit was de eerste expeditie die verder ging dan de expeditie van James Weddell, 80 jaar eerder.
Het schip overwinterde in een ijspakket na een gefaalde poging om een basis op de ijsschots op te richten door de afkalving van een ijsberg. Pas in september 1913 kon de "Deutschland" uit het ijs breken en terugkeren.
Filchner keerde nooit meer terug naar Antarctica, maar volbracht nog verschillende tochten door Nepal en Tibet. Hij ontving in 1937 de Nationale Duitse Prijs voor Kunst en Wetenschap, de "Duitse Nobelprijs" en de daaraan verbonden honderdduizend rijksmark. Tijdens de Tweede Wereldoorlog verbleef hij in India.
Hij overleed op 79-jarige leeftijd.